# Stade international de Tripoli
Le stade international de Tripoli (en arabe : ملعب طرابلس الدولي) anciennement stade du 11-Juin est un stade multisports, situé à Tripoli, en Libye.

## Histoire
Inauguré en 1982, l'ancien nom du stade faisait référence à la date du 11 juin 1970 , date du retrait de la base militaire américaine de Libye. Il sert essentiellement pour le football mais aussi pour l'athlétisme. 
D'une capacité de 67 000 places, il accueille la sélection libyenne, ainsi que les clubs d'Al-Ahly Tripoli, d'Al Medina Tripoli et d'Al Ittihad Tripoli. 
Ce stade servit à la CAN 1982, accueillant neuf matchs sur les seize, dont la finale où la Libye s'inclina aux tirs au but contre le Ghana. De même, en 2002, il accueillit la Supercoupe d'Italie de football, opposant la Juventus à Parme FC (2-1).